# Бабушка (фильм, 2015)
«Бабушка» (англ. Grandma) — американский комедийно-драматический фильм, снятый Полом Вайцем. Мировая премьера фильма состоялась 30 января 2015 года на кинофестивале «Сандэнс», где он выступал как ночной фильм закрытия.

## Сюжет
Эль — лесбиянка и поэтесса — пытается оправиться от недавней смерти своей партнерши, с которой она состояла в отношениях на протяжении многих лет. Она расстается со своей поклонницей Оливией после четырех месяцев отношений и говорит ей, что все это было бессмысленно.
Затем к Эль приезжает её восемнадцатилетняя внучка Сэйдж. Сэйдж беременна и просит у Эль 630 долларов на аборт, который был назначен как раз на этот день. Так как у Эль совершенно нет денег, а кредитную карту у Сэйдж отобрала ее властная мать, двое решают отправиться в путешествие через Лос-Анджелес, чтобы как-нибудь заработать денег.

## Актёрский состав
- Лили Томлин — Эль Рид
- Джулия Гарнер — Сэйдж
- Марша Гей Харден — Джуди
- Джуди Грир — Оливия
- Сэм Эллиотт — Карл
- Лаверна Кокс — Дэти
- Элизабет Пенья — Карла
- Джуди Гисон — Франческа
- Нэт Вулфф — Кэм
- Джон Чо — Чау
- Мо Абул-Зелоф — Иэн